# Аделаїда Шампанська
Адель Шампанська (фр. Adèle de Champagne; нар. бл. 1140 — пом. 4 червня 1206, Палац Ситі, Париж) — королева Франції (1160—1180), третя дружина Людовика VII; регентша Франції (1190—1192); донька Теобальда II Великого, графа Шампанського і Матильди Каринтійської.
Вона була сестрою Генріха I Щедрого, Тібо V Блуаського, Гільома Білі Руки, Етьєна Сансеррського, Агнес Блуаської, графині де Бар і Марії Блуаської, герцогині Бургундської.

## Королева

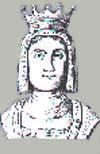
Аделаїда Шампанська.

13 листопада 1160 року в Париж одружилася з Людовиком VII, королем Франції, який недавно овдовів після смерті Констанції Кастильської. Вона народила Людовику настільки довгоочікуваного спадкоємця, майбутнього Філіппа II Августа, а також доньку Агнеса.
За життя чоловіка грала видну роль у політичному житті Франції. Вона сприяла висуненню своїх братів Генріха Щедрого, графа Шампані, і Тібо V, графа Блуаського, а також молодшого брата Гільом на прізвисько Білі Руки, який отримав головну кафедру у Франції — архиєпископство Реймське.
Вона видала заміж двох старших дочок Людовика VII від Алієнор Аквітанської за двох своїх братів, графа Генріха I Шампанського і графа Тібо V Блуаського.
Філіпп Август, прийшовши до влади в 1180 році, усунув свою матір від управління державою. Однак, у 1190 році, на час участі сина в третьому хрестовому поході, Аделаїда Шампанська була призначена регентшею Франції. У 1192 році, після повернення короля, королева Аделаїда складає повноваження регента і знову йде у тінь. В цей час вона займається заснуванням абатств, в тому числі абатства Жар.
Королева Аделаїда померла 4 червня 1206 року і була похована в церкві абатства Понтіньї, поблизу Осер.